# Neothetalia smetanai
Neothetalia smetanai är en skalbaggsart som beskrevs av Klimaszewski in Klimaszewski och Pierre Joseph Pelletier 2004. Neothetalia smetanai ingår i släktet Neothetalia och familjen kortvingar. Inga underarter finns listade i Catalogue of Life.